# Valserres
Valserres ist eine französische Gemeinde im Département Hautes-Alpes in der Region Provence-Alpes-Côte d’Azur. Sie gehört zum Arrondissement Gap und zum Kanton Tallard.

## Geografie
Der Dorfkern liegt auf 662 m. Erhebungen in der Gemeindegemarkung sind der Puy Cervier (1239 m) und die Montagne Saint-Maurice (1410 m) und ein Teil des Mont Collombis (1734 m). Durch Valserres fließt die Avance, bevor sie in der Gemeindegemarkung von Jarjayes in die Durance mündet. Die Durance fließt im Südwesten der Gemeindegrenze entlang. Die angrenzenden Gemeinden sind Saint-Étienne-le-Laus im Nordosten, Remollon im Südosten, Piégut und Venterol im Süden sowie Jarjayes im Westen. 

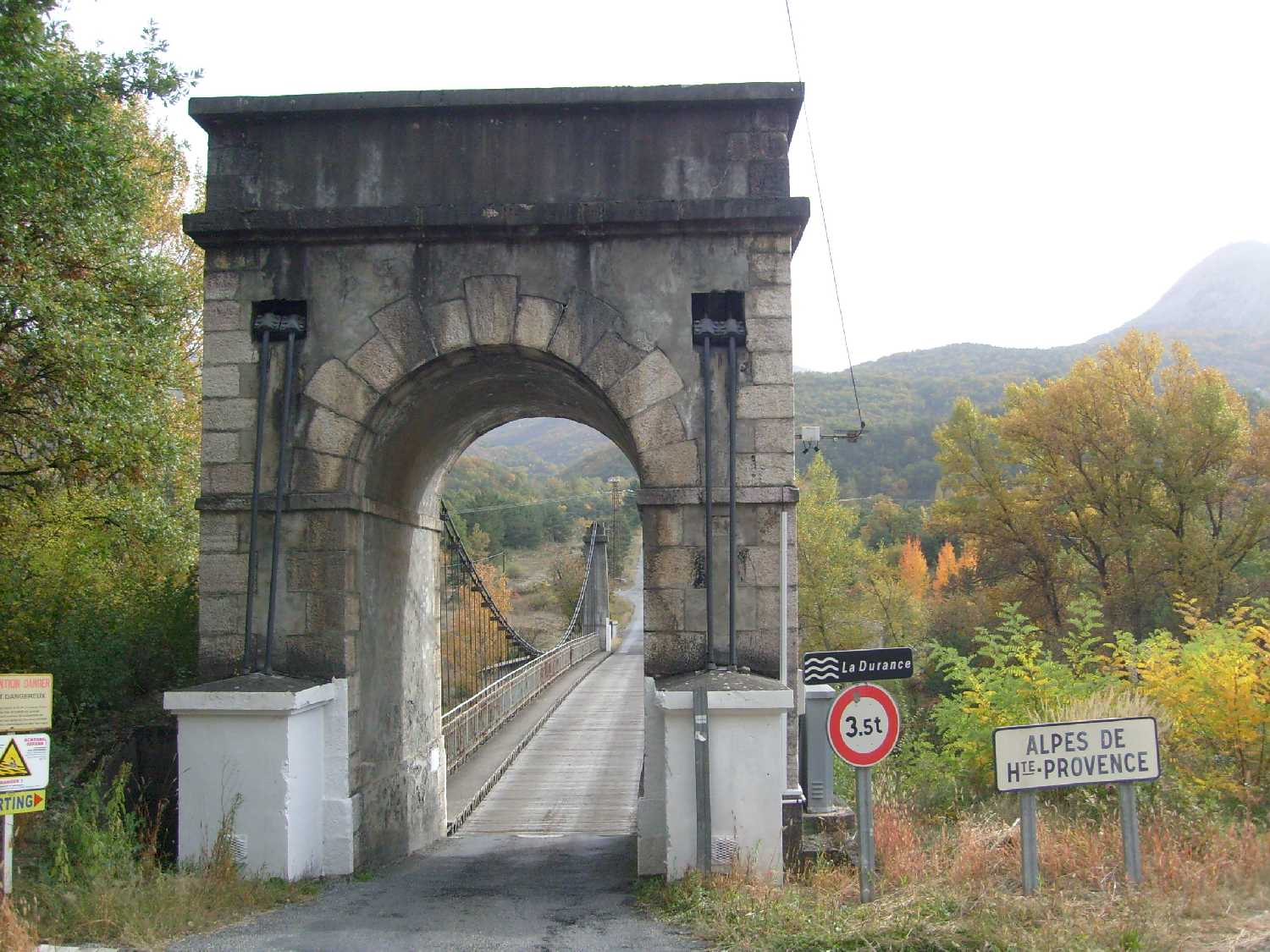
Brücke über die Durance

## Bevölkerungsentwicklung
| Jahr      | 1962 | 1968 | 1975 | 1982 | 1990 | 1999 | 2008 | 2012 |
| --------- | ---- | ---- | ---- | ---- | ---- | ---- | ---- | ---- |
| Einwohner | 227  | 212  | 149  | 148  | 164  | 192  | 217  | 239  |